# گلوگاه (بندر انزلی)
گلوگاه یک منطقهٔ مسکونی در ایران است که در دهستان چهارفریضه در شهرستان بندر انزلی واقع شده‌است.